# Сорок первый (фильм, 1927)
«Сорок первый» — советский художественный кинофильм режиссёра Якова Протазанова, снятый в 1926 г. по мотивам одноимённой повести Борисa Лавренёвa.

## Сюжет
Гражданская война. По белым пескам Средней Азии движется, преследуемый белыми, умирая от жажды, отряд красноармейцев во главе с комиссаром Евсюковым. На боевом счету у лучшего стрелка отряда Марютки сорок убитых белогвардейцев. В последнем бою по захвату каравана взят в плен белый поручик-аристократ Говоруха-Отрок, направленный с дипломатической миссией от Колчака к Деникину.

## В ролях
- Ада Войцик — Мария (Марютка) Филатовна Басова, стрелок красноармейского отряда
- Иван Коваль-Самборский — Вадим Николаевич Говоруха-Отрок, поручик
- Иван Штраух — Арсентий Евсюков, комиссар

## Реакция
Георгий Данелия считал этот фильм удачнее чухраевской экранизации: «развернутая картина, с хорошими батальными сценами». Массовые сцены в этой ленте, по его мнению, отлажены качественнее, чем у Эйзенштейна. Позитивно оценивал картину и Геннадий Полока, подмечая психологическую точность взаимоотношений персонажей Войцик и Коваль-Самборского.